# Abstemia

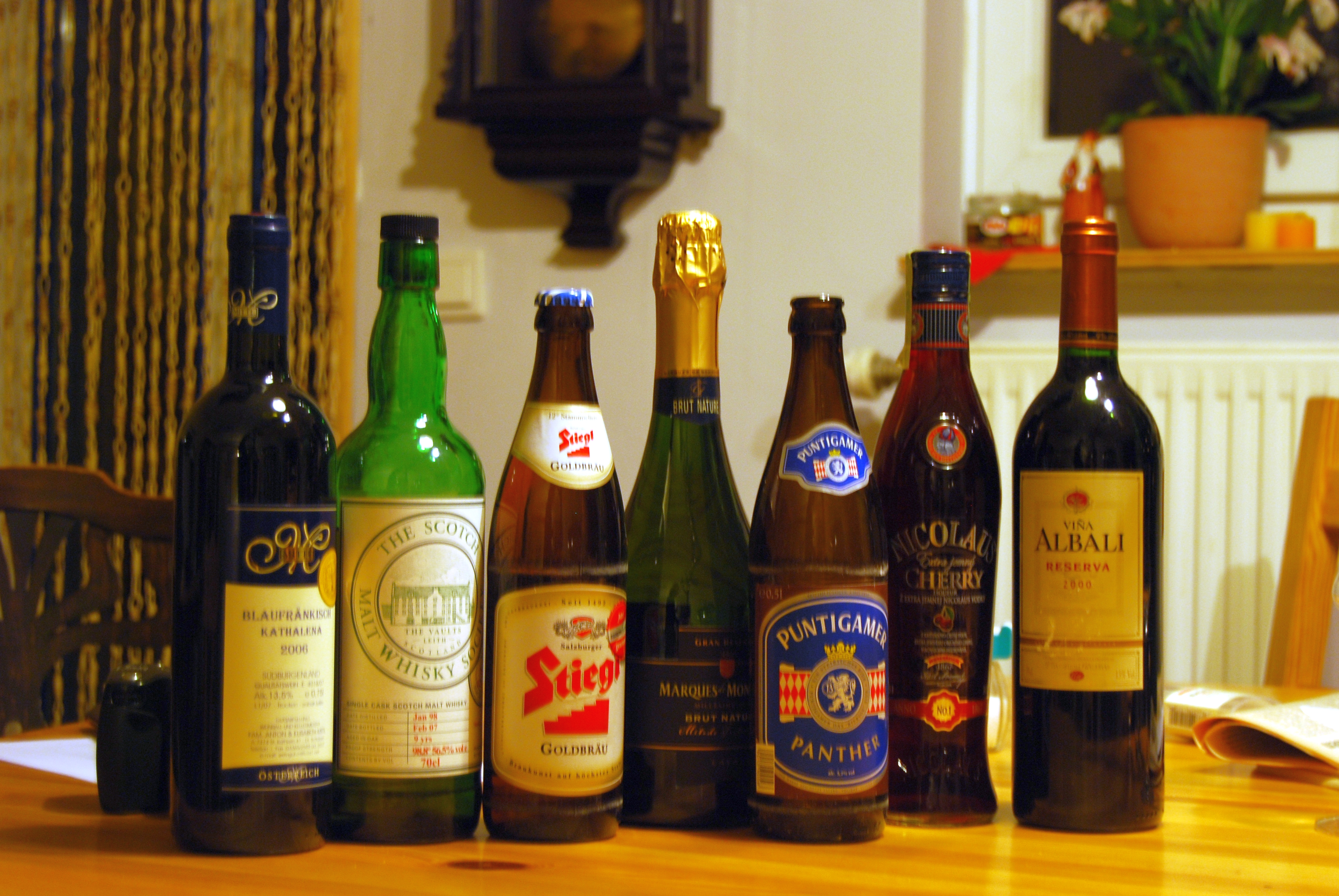
Bebidas alcoólicas são pouco ou não consumidas por quem é abstêmio.

Abstemia refere-se à prática de não ingerir bebidas alcoólicas; pessoas que a adotam são chamadas de abstêmios.
Muitos motivos podem levar uma pessoa a optar pela não ingestão de álcool, desde o simples fato de não gostar do sabor da bebida até motivos relacionados à saúde, religião, e questões sociais relativas ao impacto do consumo de álcool na sociedade. De acordo com o médico psiquiatra Ronaldo Laranjeira, citando dados oficiais do governo, 70% das mortes violentas ocorridas no Brasil estão ligadas diretamente com o uso de bebida alcoólica.

## No Brasil
De acordo com o 2.º Levantamento Nacional de Álcool e Drogas (Lenad), organizado pelo médico Ronaldo Laranjeira, 52% da população brasileira é abstêmia, muito embora apenas 20% dos adultos bebedores tenham consumido 56% de todo o álcool vendido no país; — a maioria tem menos de 30 anos.

### Abstêmios
Dentre os abstêmios brasileiros notórios:
- Carlos Marighella[4]
- Dom Pedro I[5]
- Jorge Aragão[6]
- Jorge Paulo Lemann[7]